# Ascension du Col de Vence
L'ascension du Col de Vence est une course de montagne reliant la ville de Vence au col de Vence dans le département des Alpes-Maritimes en France. Elle a été créée en 2003.

## Histoire
L'origine de la course remonte aux années 1980 où une première course de montagne a lieu au col de Vence entre 1982 et 1989. En 2003, l'entraîneur de l'ASPTT Nice Raymond Sanchez décide de recréer l'épreuve,.
Dès l'année suivante, l'organisation de la course s'engage à reverser une partie des bénéfices aux œuvres de lutte contre le cancer.
En 2006, le Marocain Zouhair Ouerdi établit le record du parcours en 42 min 14 s. 
La Finlandaise Hanna Jantunen est la première femme à terminer la course sous la barre des 50 min en 2013 puis la Française Anaïs Sabrié abaisse le record féminin à 49 min 41 s en 2019.
L'édition 2020 est annulée en raison de la pandémie de Covid-19, tout comme l'édition 2021.

## Parcours
Le départ est donné dans la vieille ville de Vence. Après une boucle dans la ville, le parcours rejoint la route du col de Vence qu'il suit jusqu'au sommet. Entièrement sur route goudronnée, le parcours mesure 11,8 km pour 620 m de dénivelé positif.

## Vainqueurs
| Année | Hommes                                              | Temps                                               | Femmes                                              | Temps                                               |
| ----- | --------------------------------------------------- | --------------------------------------------------- | --------------------------------------------------- | --------------------------------------------------- |
| 2003  | ?                                                   | ?                                                   | Isabelle Guillot                                    | ?                                                   |
| 2004  | ?                                                   | ?                                                   | ?                                                   | ?                                                   |
| 2005  | Abdelhadi Habassa                                   | 42 min 26 s                                         | Patricia Signorio-Baldacchino                       | 54 min 45 s                                         |
| 2006  | Zouhair Ouerdi                                      | 42 min 14 s                                         | Magali Lopez                                        | 52 min 25 s                                         |
| 2007  | Nicolas Pasquion                                    | 44 min 50 s                                         | Patricia Signorio-Baldacchino                       | 56 min 13 s                                         |
| 2008  | William Struyven                                    | 45 min 24 s                                         | Yvane Garreau                                       | 58 min 50 s                                         |
| 2009  | Richard Hobby                                       | 44 min 28 s                                         | Nathalie Chabran                                    | 51 min 43 s                                         |
| 2010  | Saïd Jandari                                        | 44 min 41 s                                         | Marie-Laure Dumergues                               | 50 min 46 s                                         |
| 2011  | Laurent Vicente                                     | 45 min 3 s                                          | Adélaïde Panthéon                                   | 54 min 21 s                                         |
| 2012  | Renaud Jaillardon                                   | 45 min 6 s                                          | Nathalie Chabran                                    | 54 min 21 s                                         |
| 2013  | Laurent Vicente                                     | 44 min 50 s                                         | Hanna Jantunen                                      | 49 min 59 s                                         |
| 2014  | Julien Rancon                                       | 43 min 45 s                                         | Bouchra Sahli                                       | 53 min 4 s                                          |
| 2015  | Martin Nyakua                                       | 43 min 4 s                                          | Christel Dewalle                                    | 51 min 44 s                                         |
| 2016  | Onèsphore Nkunzimana                                | 47 min 24 s                                         | Bouchra Sahli                                       | 55 min 38 s                                         |
| 2017  | Abdakim El Fahli                                    | 42 min 54 s                                         | Hanan Farhoun                                       | 55 min 6 s                                          |
| 2018  | Emmanuel Meyssat                                    | 43 min 28 s                                         | Anaïs Sabrié                                        | 51 min 14 s                                         |
| 2019  | Abdelkader Al Gham                                  | 43 min 38 s                                         | Anaïs Sabrié                                        | 49 min 41 s                                         |
| 2020  | Course annulée en raison de la pandémie de Covid-19 | Course annulée en raison de la pandémie de Covid-19 | Course annulée en raison de la pandémie de Covid-19 | Course annulée en raison de la pandémie de Covid-19 |
| 2021  | Course annulée en raison de la pandémie de Covid-19 | Course annulée en raison de la pandémie de Covid-19 | Course annulée en raison de la pandémie de Covid-19 | Course annulée en raison de la pandémie de Covid-19 |
| 2022  | Nicolas Dalmasso                                    | 43 min 29 s                                         | Alice Michel                                        | 52 min 56 s                                         |
| 2023  | Nicolas Dalmasso                                    | 42 min 17 s                                         | Alice Michel                                        | 51 min 33 s                                         |
| 2024  | Michael Sutton                                      | 43 min 9 s                                          | Alice Michel                                        | 53 min 44 s                                         |
| 2025  | Julien Navarro                                      | 44 min 6 s                                          | Lucie Clerc                                         | 1 h 0 min 17 s                                      |

 Record de l'épreuve